# Моника Линките
Моника Линките (литв. Monika Linkytė; Гаргждај, 3. јун 1992) је литванска певачица и ауторка музике. Представљала је Литванију на Песми Евровизије 2015. заједно са Вајдасом Баумилом са песмом This Time, заузевши 18. место. Такође је представљала Литванију у такмичењу Нови талас 2014. и била је финалиста друге сезоне Lietuvos Balsas-а, литванске верзије такмичења. Она ће поново представљати Литванију на Песми Евровизије 2023. са песмом Stay.
Линките је раније покушавала да представља Литванију Песми Евровизије 2010, 2011, 2012, 2013, 2014. и на Дечјој песми Евровизије 2007. године.

## Рани живот и образовање
Линките је рођена 3. јуна 1992. године у Гаргждају. Након што је завршила гимназију, преселила се у Вилњус да похађа Универзитет у Виљнусу, где је студирала јавно здравство, али је напустила студије након три семестра. Године 2014. почела је да студира право на Универзитету у Виљнусу, али је 2016. године напустила и те студије да студира музичко образовање на Британском и Ирском институту за модерну музику у Лондону.

## Каријера
Линките се 2007. такмичила на националном финалу Литваније за Дечју песму Евровизије 2007. када је имала 15 година. Касније се вратила Евровизији 2010. године када се такмичила на Eurovizija 2010, националном избору Литваније за Песму Евровизије са песмом Give Away. Она се квалификовала из првог полуфинала и пласирала се на десето место у финале. Потом се такмичила на Eurovizija 2010 и 2012, пласиравши се на четврто и треће место у финалу са песмама Days Go By и Happy. Заузела је друго место у другој сезони Lietuvos Balsas-а, литванске верзије такмичења The Voice.
Након што је национално финале Eurovizija одбачено у корист Eurovizijos Atranka 2013, Линките је наставила да учествује, такмичећи се са песмом Baby Boy, коју је написао Саша Сон. Била је принуђена да одустане од такмичења после другог полуфинала због упале грла. Следеће године се такмичила на Eurovizijos Atranka 2014 и заузела четврто место. Потом је представљала Литванију на такмичењу Нови талас 2014, заузевши четврто место. Следеће године се такмичила на Eurovizijos Atranka 2015, а на конкурс је пријавила песму Skęstu коју је сама написала. Док је песма елиминисана током шесте емисије, она је победила на такмичењу изводећи песму This Time са Вајдасом Баумилом. Линките и Баумила су представљали Литванију на Песми Евровизије 2015. у Бечу, где су се из другог полуфинала квалификовали на седмом месту, а у финалу су заузели 18. место.
Након Евровизије, Линките је објавила сингл Po dangum, који је у Литванији добио платинасти сертификат. Њен деби студијски албум Walk With Me објављен је 17. септембра 2015. године и такође је добио платинасти сертификат. Освојила је нагхраду за најбољи албум за Walk With Me, награду за најбољу песму за Po dangum и награду за најбољег женског извођача на М.А.М.А. наградама 2015, највећој церемонији музичких награда у Литванији. Поново је номинована за најбољег женског извођача на додели награда 2016.

## Дискографија

### Студијски албуми
| Наслов       | Детаљи                                                                                           | Цертификати        |
| ------------ | ------------------------------------------------------------------------------------------------ | ------------------ |
| Walk With Me | - Објављен: 17. септембар 2015. - Издавачка кућа: Gyva Muzika - Формат: Дигитално преузимање, ЦД | - ЛИТ: платинумски |

#### ЕП-ови
- Old Love (2018)

#### Синглови
| Наслов                           | Година | Највиша позиција на топ-листама | Највиша позиција на топ-листама | Цертификати        | Албум               |
| Наслов                           | Година | АУТ                             | ЛИТ                             | Цертификати        | Албум               |
| -------------------------------- | ------ | ------------------------------- | ------------------------------- | ------------------ | ------------------- |
| Give Away                        | 2010.  | —                               | —                               |                    | синглови без албума |
| Days Go By                       | 2011.  | —                               | —                               |                    | синглови без албума |
| Happy                            | 2012.  | —                               | —                               |                    | синглови без албума |
| Baby Boy                         | 2013.  | —                               | —                               |                    | синглови без албума |
| Skęstu                           | 2014.  | —                               | —                               |                    | Walk with Me        |
| This Time (са Вајдасом Баумилом) | 2015.  | 59                              | —                               |                    | Walk with Me        |
| Po dangum                        | 2015.  | —                               | —                               | - ЛИТ: платинумски | Walk with Me        |
| Žodžių nereikia                  | 2015.  | —                               | —                               |                    | Walk with Me        |
| Krentu žemyn                     | 2016.  | —                               | —                               |                    | Walk with Me        |
| Padovanojau                      | 2016.  | —                               | —                               | - ЛИТ: златни      | синглови без албума |
| Šviesõs                          | 2016.  | —                               | —                               |                    | синглови без албума |
| Prisimink mane                   | 2016.  | —                               | —                               |                    | синглови без албума |
| Leisk man pasiklyst              | 2017.  | —                               | —                               |                    | синглови без албума |
| Gal tai meilė?                   | 2017.  | —                               | —                               |                    | синглови без албума |
| O tu?                            | 2018.  | —                               | —                               |                    | синглови без албума |
| Šilkas                           | 2020.  | —                               | —                               |                    | синглови без албума |
| Visada šalia                     | 2020.  | —                               | —                               |                    | синглови без албума |
| Degtukas                         | 2022.  | —                               | —                               |                    | синглови без албума |
| Stay                             | 2023.  | —                               | 5                               |                    | синглови без албума |

## Награде и номинације
| Година | Награда         | Категорија             | Рад          | Исход      | Реф.   |
| ------ | --------------- | ---------------------- | ------------ | ---------- | ------ |
| 2015.  | М.А.М.А награде | Најбољи поп извођач    | Она          | Номинација | [ 18 ] |
| 2015.  | М.А.М.А награде | Најбољи албум          | Walk with Me | Освојено   | [ 18 ] |
| 2015.  | М.А.М.А награде | Најбоља песма          | Po dangum    | Освојено   | [ 18 ] |
| 2015.  | М.А.М.А награде | Најбољи женски извођач | Она          | Освојено   | [ 18 ] |
| 2016.  | М.А.М.А награде | Најбољи женски извођач | Она          | Номинација | [ 19 ] |